# Betta coccina
Betta coccina — тропічний прісноводний вид риб з родини осфронемових (Osphronemidae), підродина макроподових (Macropodusinae).
Й. Фірке (нім. J. Vierke) описав цей вид 1979 року, маючи в розпорядженні риб, які утримувались в акваріумі.
Betta coccina належить до групи видів B. coccina, до складу якої входять також B. tussyae, B. persephone, B. rutilans, B. brownorum, B. livida, B. miniopinna, B. burdigala, B. uberis і B. hendra. Всі вони мають спільний набір діагностичних ознак, серед яких, зокрема, малий розмір, чорнуватий або темно-червоний колір тіла, всі вони будують гнізда з бульбашок, всі є стенотопними (мешкають лише в таких місцях) жителями торфових боліт, розташованих серед вологого тропічного лісу. Філогенетичний аналіз, який провели Вітте та Шмідт 1992 року на основі аналізу кладограми з 28 ознак, підтвердив монофілію групи видів B. coccina.

## Опис
Зазвичай риби сягають 3-4 см стандартної (без хвостового плавця) довжини, максимальний розмір — 5,6 см загальної довжини, загальна довжина становить 132,7-138,5 % стандартної. Форма дуже елегантна.
У спинному плавці 2 твердих і 7-10 м'яких променів, в анальному 3 твердих і 24-26 м'яких, в черевних по 1 твердому та 5 м'яких, у хвостовому плавці 11 променів. Черевні плавці серпоподібні з ниткоподібним кінчиком, їхня довжина становить 7,8-8,8 % стандартної довжини. 31-32 луски в бічній лінії.
Самці мають гарне винно-червоне забарвлення. За доброго самопочуття в центрі тіла в них добре помітна блискуча зелена пляма. Очі виблискують зеленим кольором. Центральні частини плавців вкриті окремими зеленими блискітками, спинний плавець має білу облямівку, кінчик черевних плавців чорний.
Дорослі самці барвистіші за самок і мають довші плавці. Самки однотонні, червонувато-жовтого кольору. Готові до нересту самки мають повне світле черево, на тілі в них з'являється світло-зелена горизонтальна лінія, а ще виступає яйцеклад. У самців зелена пляма на тілі перед нерестом посилюється білою облямівкою.
Близький вид Betta tussyae за розміром, формою та забарвленням дуже нагадує B. coccina, але має помітно більші луски.

## Поширення
Betta coccina зустрічається на півдні Малайського півострова (малайзійський штат Джохор), а також в індонезійських провінціях Джамбі та Ріау, розташованих на острові Суматра. Відомо 3-5 локацій, де мешкають ці риби.
Середовище існування виду обмежується торфовими болотами, фрагментарно розташованими серед тропічних лісів. Зазвичай Betta coccina трапляється в мілких струмках з повільною течією, тримається серед шару опалого листя, що лежить на дні. Дубильні речовини та гумінові кислоти, які екстрагуються із торфу, забарвлюють воду в коричневий колір, пом'якшують та підкислюють її. Твердість води тут не перевищує 4 °dH, а показник pH 4,0-6,0; температура 24–27 °C.
Стан збереження виду оцінюється як уразливий. Підставою для цього є обмежена територія його поширення (приблизно 18 тис. км²) та висока ймовірність руйнування середовищ існування через господарську діяльність людини. Популяція виду також страждає через вилов у дикій природі дорослих особин для торгівлі акваріумними рибами. Жодних природоохоронних заходів задля збереження виду не проводиться.

## Біологія
Пристосувавшись до життя за екстремальних характеристик води, Betta coccina захистилася від хижаків, — дуже мало риб здатні жити за таких умов.
Водойми, в яких мешкає Betta coccina, є оліготрофними (бідними на поживні речовини), й тому в них мало кормів. Це частково може пояснити малу кількість цих риб.
Нерест відбувається в кислому, захищеному від колоній бактерій та грибків середовищі. Самці будують під водою гнізда з піни.
Спосіб плавання Betta coccina нагадує той, який використовують типові донні риби, наприклад багатопери.

## Утримання в акваріумі
Вид іноді зустрічається в акваріумній торгівлі, більшість риб отримують із Суматри. Перші екземпляри Betta coccina потрапили до Німеччини (в Мюнхен) з Індонезії 1977 року, тобто ще до того, як отримала свою наукову назву. Їх придбали відомі місцеві акваріумісти Дітріх Шаллер (нім. Dietrich Schaller) та Вальтер Фьорш (нім. Walter Försch). Вони досліджували умови утримання та поведінку нових риб, але не змогли їх тоді розвести.
Для утримання цих красивих, але дуже маленьких бійцівських рибок, потрібен акваріум місткістю щонайменше 50 літрів. Він повинен бути не дуже високим (достатньо 25 см) і трохи видовженим. У такому акваріумі можна тримати 1-2 пари Betta coccina. Риби повинні мати схованки (печери, густі кущі рослин). Рекомендовані параметри води: температура 24–27 °C, твердість до 4,0 °dH, показник pH 4,0-6,0. Риби вразливі до інфекційних захворювань, тому важливо постійно підтримувати чистоту в акваріумі.
Вид мирний, Betta coccina можна тримати й розводити невеликими групами.
Годують цих риб личинками комарів, дафніями, циклопами.
Вид належить до групи бійцівських рибок, що будують гнізда з піни. Самець вибирає для будівництва темне, приховане місце. Для гніздування йому підійде широке листя рослин, ПВХ-трубка або темна пластикова коробка. Гніздо невеличке, менше 5 см у перетині й висотою в дві бульбашки повітря. Ікри не багато — пара відкладає 30-60 ікринок, з яких можна отримати близько 10 мальків. Мальки хворобливі. Вони відразу здатні їсти наупліуси артемій, але деякі акваріумісти спочатку починають годувати їх інфузоріями, «зеленою водою» або перетертим на порошок штучним кормом. Батьки не їдять ікру та мальків.